# 1383 Limburgia
1383 Limburgia (1934 RV) là một tiểu hành tinh vành đai chính được phát hiện ngày 9 tháng 9 năm 1934 bởi H. van Gent ở Johannesburg (LS).